# جيرالد آرثر
جيرالد آرثر (25 يوليو 1913 في أستراليا - 9 نوفمبر 2008 في أستراليا)  (بالإنجليزية: Gerald Arthur)‏ هو لاعب كريكت أسترالي. لعب مع فريق غرب أستراليا للكريكت ‏.

## وصلات خارجية
- جيرالد آرثر على موقع إي آس بي آن كريك إنفو (الإنجليزية)